# Jardín Botánico de la Roche Fauconnière
El Jardín Botánico de la Roche Fauconnière ( en francés: Jardin botanique de la Roche Fauconnière) es un jardín botánico, de propiedad privada en Cherbourg-Octeville,  Francia.
El jardín está inscrito en el Inventario de los « "Monuments Historiques"» de Francia en 1978

## Localización
Jardin botanique de la Roche Fauconnière 3 Impasse de la Maurienne
50130 le Parc de la Fauconnière, Cherbourg-Octeville, Manche, Basse-Normandie,  France-Francia.
Planos y vistas satelitales, 49°37′58.8″N 1°37′0.12″O / 49.633000, -1.6167000
Está abierto al público previa cita.

## Historia
El jardín fue creado entre los años 1870 y 1873 por Alfred Favier.
Posteriormente fue mantenido por los miembros de la familia Léon Favier y Dr. Charles Favier.

## Colecciones botánicas
Actualmente alberga unos 3,400 taxones, muchos de ellos procedentes del Hemisferio Sur, con eucalyptus, magnolia, y entre los especímenes más raros incluye Ilex nothofagifolia y Pseudopanax laetevirens.